# Resultados do Carnaval de Uruguaiana em 2009
Resultados do Carnaval de Uruguaiana em 2009. A vencedora do 1º grupo foi a escola Unidos da Ilha do Marduque com o enredo, A Ilha Guerreira Canta a África Mãe de Todos os Povos, Axé Minha Mãe.

## 1º Grupo
| Colocação      | Escola                     | Pontos | Enredo                                                                  | Nota        | Ref. |
| -------------- | -------------------------- | ------ | ----------------------------------------------------------------------- | ----------- | ---- |
| 1º             | Unidos da Ilha do Marduque | 439,2  | A Ilha Guerreira, Canta a África. Mãe de todos os Povos. Axé Minha Mãe! | [ 1 ] [ 2 ] |      |
| 2º             | Os Rouxinóis               | 435,9  | Povo brasileiro, a mistura que deu samba.                               | [ 1 ] [ 2 ] |      |
| 3º             | Unidos da Cova da Onça     | 435,2  | Carnaval Doce Ilusão, de um Sonho, Construo a Realidade                 | [ 1 ] [ 2 ] |      |
| 4º             | Bambas da Alegria          | 432,6  | Internacional: 100 anos de lutas e glórias                              | [ 2 ]       |      |
| 5º             | Deu Chucha na Zebra        | 422,6  | Sou Gaúcho Firme e Forte                                                | [ 2 ]       |      |
| 6º             | Acadêmicos de São Miguel   | 411,9  | Ilê de São Miguel exalta a Umbanda e o culto Afro-Brasileiro.           | [ 2 ]       |      |
| 7º (Rebaixada) | Apoteose do Samba          | 407,7  | Um pra lá, dois pra cá, vem com a Apoteose dançar                       | [ 1 ] [ 2 ] |      |
| 8º (Rebaixada) | Unidos da Toca do Lobo     | 397,3  | Kizomba, uma festa para os filho de Afra                                | [ 1 ] [ 2 ] |      |

## 2º Grupo
| Colocação | Escola             | Nota      | Ref.        |
| --------- | ------------------ | --------- | ----------- |
| 1º        | Imperadores do Sol | Promovida | [ 1 ] [ 2 ] |